# Vojna šeste koalicije
Vojna Šeste koalicije, v Nemčiji znana tudi kot vojna za osvoboditev, je bila vojna med koalicijo Avstrije, Prusije, Rusije, Združenega kraljestva, Portugalske, Švedske, Španije in številnih nemških držav in Francijo in njenimi zaveznicami, ki je trajala od marca 1813 do maja 1814. Končala se je s porazom Francije in Napoleonovim izgonom na Elbo.
V vojni so bile velike bitke pri Lützenu, Bautzenu in Dresdnu. Bitka pri Leipzigu, znana tudi kot bitka za osvoboditev, je bila največja bitka v zgodovini Evrope pred prvo svetovno vojno. Koalicijska vojska je leta 1813 izgnala Napoleona iz Nemčije in leta 1814 napadla Francijo, kjer je porazila ostanke Napoleonove vojske, prisilila Napoleona k odstopu in ga izgnala. Sledila je obnova francoske monarhije, v kateri so ponovno zavladali Bourboni. 
Napoleonske vojne se s tem niso končale, ker je Napoleonu uspelo pobegniti z Elbe in se vrniti na oblast v Franciji. Leta 1815 se je organizirala Sedma koalicija, znana tudi kot Stodnevna. Po Napoleonovem porazu pri Waterlooju so se napoleonske vojne končale.